# Вроньский, Анджей
Анджей Адам Вроньский (пол. Andrzej Adam Wroński; 8 октября 1965, Картузы, Польша) — польский борец греко-римского стиля, двукратный чемпион Олимпийских игр, чемпион мира, трёхкратный чемпион Европы, тринадцатикратный чемпион Польши

## Биография
Родился в 40 километрах от Гданьска. В городке, где он жил, имелось всего две спортивные секции: футбола и борьбы. В детстве был очень небольшим, всего 140 сантиметров ростом, и в футбол его не взяли, таким образом, ему пришлось заняться борьбой. К 1984 году талантливым молодым борцом заинтересовались крупные клубы, и он выбрал «Легию».
В 1985 году был пятым на чемпионате мира в возрастной категории espoir (подающих надежды). В 1987 году был только 13-м на чемпионате мира среди взрослых. В 1988 году был вторым на Гала Гран-при FILA и четвёртым на Гран-при Германии.
На Летних Олимпийских играх 1988 года в Сеуле боролся в категории до 100 килограммов (тяжёлый вес). Участники турнира, числом в 18 человек в категории, были разделены на две группы. За победу в схватках присуждались баллы, от 4 баллов за чистую победу и 0 баллов за чистое поражение. В каждой группе определялись четыре борца с наибольшими баллами (борьба проходила по системе с выбыванием после двух поражений), они разыгрывали между собой места с первое по восьмое. Победители групп встречались в схватке за первое-второе места, занявшие второе место — за третье-четвёртое места и так далее. Несмотря на поражение в группе от Гурама Гедехаури, занял первое место в группе (Гедехаури в группе проиграл дважды и по количеству очков оказался гораздо ниже), выиграл в финале у немецкого спортсмена Герхарда Химмеля и стал олимпийским чемпионом.
| Круг  | Соперник         | Страна                                       | Результат | Основание                       | Время схватки |
| ----- | ---------------- | -------------------------------------------- | --------- | ------------------------------- | ------------- |
| 1     | -                | -                                            | -         | 4 балла                         |               |
| 2     | Стив Маршалл     | Канада                                       | Победа    | 2-0 (3 балла)                   |               |
| 3     | Гурам Гедехаури  | Союз Советских Социалистических Республик    | Поражение | Туше (0 баллов)                 | 3:48          |
| 4     | Йожеф Тертеи     | Югославия                                    | Победа    | 1-0 (3 балла)                   |               |
| 5     | Василе Андрей    | Румыния                                      | Победа    | Пассивность соперника (3 балла) | 5:50          |
| 5     | Деннис Козловски | Соединённые Штаты Америки                    | Победа    | 1-0 (3 балла)                   |               |
| Финал | Герхард Химмель  | Федеративная Республика Германии (1949—1990) | Победа    | 3-1                             |               |

В 1989 году на чемпионате мира был только пятым, но занял второе место на Гран-при Германии и стал в первый раз чемпионом Европы. В 1990 году на чемпионате Европы был третьим, в 1991 году девятым на чемпионате мира. В 1992 году стал двукратным чемпионом Европы.
На Летних Олимпийских играх 1992 года в Барселоне боролся в категории до 100 килограммов (тяжёлый вес). Участники турнира, числом в 16 человек в категории, были разделены на две группы. Регламент в основном остался прежним, только в финальные схватки из группы выходили по пять лучших спортсменов в группе. Анджей Вроньский проиграл в первой же схватке в группе, но в дальнейшем достаточно уверенно продвигался по таблице и сумел занять второе место в группе, но в схватке за третье место проиграл.
| Круг               | Соперник          | Страна                    | Результат | Основание                        | Время схватки |
| ------------------ | ----------------- | ------------------------- | --------- | -------------------------------- | ------------- |
| 1                  | Деннис Козловски  | Соединённые Штаты Америки | Поражение | 0-2 (0 баллов)                   |               |
| 2                  | Стипе Дамьянович  | Хорватия                  | Победа    | 6-0 (3 балла)                    |               |
| 3                  | Хельгер Халлик    | Эстония                   | Победа    | 2-0 (3 балла)                    |               |
| 4                  | Сон Сон Ил        | Эстония                   | Победа    | 4-3 (3 балла)                    | 6:33          |
| 5                  | Ион Иеремциус     | Румыния                   | Поражение | Дисквалификация обоих (0 баллов) |               |
| Финал (за 3 место) | Сергей Демяшкевич | Объединённая команда      | Поражение | 0-1 (0 баллов)                   |               |

В 1993 году остался третьим на чемпионате мира и Гран-при Германии и четвёртым на чемпионате Европы. 1994 год оказался удачным для борца — он завоевал звание чемпиона мира и в третий раз стал чемпионом Европы. В 1995 году победил на Гран-при Германии и остался четвёртым на чемпионате мира. В 1996 году завоевал «бронзу» на чемпионате Европы.
На Летних Олимпийских играх 1996 года в Атланте боролся в категории до 100 килограммов (тяжёлый вес). После первого круга борцы делились на две таблицы: победителей и побеждённых. Победители продолжали бороться между собой, а побеждённые участвовали в утешительных схватках. После двух поражений в предварительных и классификационных (утешительных) раундах борец выбывал из турнира. В ходе турнира, таким образом, из таблицы побеждённых убывали дважды проигравшие, но она же и пополнялась проигрывающими из таблицы победителей. В конечном итоге определялись восемь лучших борцов. Не проигравшие ни разу встречались в схватке за 1-2 место, выбывшие в полуфинале встречались с победителями утешительных схваток и победители этих встреч боролись за 3-4 места и так далее. В категории боролись 20 спортсменов. Борьба в категории происходила тяжело, но тем не менее Анджей Вроньский сумел победить всех соперников, включая Гектора Милиана в тяжелейшей полуфинальной схватке, и стать двукратным олимпийским чемпионом.
| Круг          | Соперник        | Страна   | Результат | Основание                                 | Время схватки |
| ------------- | --------------- | -------- | --------- | ----------------------------------------- | ------------- |
| 1             | Мохаммед Науар  | Марокко  | Победа    | 10-0 (за явным преимуществом) (10 баллов) | 1:18          |
| 2             | Игорь Грабовечи | Молдова  | Победа    | 0-0 (по предпочтению) (0 баллов)          | 8:00          |
| Четвертьфинал | -               | -        | -         | -                                         | -             |
| Полуфинал     | Гектор Милиан   | Куба     | Победа    | 2-0 (2 балла)                             | 8:00          |
| Финал         | Сергей Лиштван  | Беларусь | Победа    | 0-0 (по предпочтению) (0 баллов)          | 8:00          |

В 1997 году остался третьим на чемпионате мира. В 1998 году занял второе место на тестовом турнире ФИЛА в категории до 130 килограммов (супертяжёлый вес). В 1998 году на чемпионате мира был лишь восьмым, в 1999 году на чемпионате Европы лишь 11-м. В 1999 году тем не менее удачно выступил на чемпионате мира, завоевав «серебро».
На Летних Олимпийских играх 2000 года в Сиднее боролся в категории до 97 килограммов (тяжёлый вес). Участники турнира, числом в 20 человек, были разделены на шесть групп, в каждой из которых борьба велась по круговой системе. Победители в группах выходили в четвертьфинал, где боролись по системе с выбыванием после поражения. Проигравшие занимали места соответственно полученным в схватках квалификационным и техническим баллам. Анджей Вроньский победил в одной встрече в группе и проиграл в другой. Заняв второе место в группе из дальнейшей борьбы выбыл, по баллам остался на тринадцатом месте.
На этих играх был знаменосцем сборной команды Польши.
| Круг         | Соперник         | Страна | Результат | Основание                                      | Время схватки |
| ------------ | ---------------- | ------ | --------- | ---------------------------------------------- | ------------- |
| 1 (группа 4) | Хаккы Башар      | Турция | Победа    | 7-1 (10 технических, 3 квалификационных балла) | 6:00          |
| 2 (группа 4) | Геннадий Чхаидзе | Грузия | Поражение | 0-2 (0 технических, 0 квалификационных баллов) | 9:00          |

В 2003 году занял второе место на чемпионате мира среди военнослужащих и 12-е место на обычном чемпионате мира. В 2004 году пытался пройти отбор на олимпийские игры через квалификационный турнир, но занял только 10-е место и закончил активную карьеру.
В течение 27 лет был военнослужащим, ушёл в отставку в звании майора, на настоящий момент военный пенсионер. Является вице-президентом федерации борьбы Польши и президентом небольшого детского клуба борьбы в Гданьске. Судья международной категории с 2003 года.
В 2011 году выступил на соревнованиях по смешанным единоборствам и проиграл техническим нокаутом на второй минуте схватки Павлу Настуле.
В 2000 году подозревался в причастности к преступной группе, специализировавшейся в мошенничестве.
Окончил среднюю школу в Варшаве (1984), филиал Познанского института физкультуры в Гожув-Велькопольски (1997). Живёт в Варшаве, имеет сына и дочь.
Кавалер трёх степеней Ордена Возрождения Польши. Спортсмен года Польши (1994).